# Pierwszy białoruski oddział szturmowy
Pierwszy białoruski oddział szturmowy (biał. Першы беларускі штурмовы зьвяз) – ochotniczy kolaboracyjny oddział zbrojny o charakterze dywersyjnym, złożony z Białorusinów działający w czerwcu 1941 r. na sowieckiej Białorusi.

## Historia
W związku z przygotowaniami niemieckimi do ataku na ZSRR władze III Rzeszy podjęły wojskową współpracę z nastawionymi antysowiecko Białorusinami-emigrantami. Stronę hitlerowską reprezentowali oficerowie i współpracownicy Abwehry mjr Gerulis, były rektor uniwersytetu w Królewcu mjr Dering, prof. von Mende i jego doradca von Engelgard. Ze strony białoruskiej rozmowy prowadzili działacze skupieni wokół Mikałaja Szczorsa i księdza Wincenta Hadleŭskiego. Kontakty zostały nawiązane jeszcze w II poł. 1940 r. Werbunek do białoruskiego oddziału szturmowego odbywał się spośród b. żołnierzy Wojska Polskiego pochodzenia białoruskiego, zwolnionych z obozów jenieckich. Pomoc zapewniało Białoruskie Przedstawicielstwo w Berlinie, które prowadziło rejestrację jeńców wojennych pochodzenia białoruskiego.
W wyniku werbunku na kurs dywersyjny w miejscowości Lamsdorf na Śląsku zostało skierowanych 52 Białorusinów. Szkolenie rozpoczęło się 5 maja 1941 r. Już 12 maja rozpoczęło się formowanie białoruskiego oddziału dywersyjnego. Jego dowódcą został b. chorąży WP Uładzimier Kaczan, zastępcą – Kanstanty Gabinski, instruktorem wojskowym – Kazimier Sławiecki, instruktorem propagandowo-wychowawczym – Eduard Wałancej, kronikarzem – Branislau Daniłowicz, zaś intendentem i instruktorem minowym – Mikałaj Byćko. Branislau Daniłowicz był autorem pieśni Гэта йдзе Першы зьвяз наш штурмовы, która stała się nieoficjalnym hymnem oddziału. 8 czerwca złożono przysięgę na wierność Białorusi. Tego dnia przeorganizowano dowództwo oddziału następująco: U. Kaczan (dowódca), E. Wałancej (sekretarz), M. Byćko (skarbnik) oraz Michaś Barcewicz, K. Gabinski i B. Daniłowicz. 13 czerwca oddział został przeniesiony do Pruszkowa, aby być bliżej granicy z ZSRR. Liczył on wówczas 41 członków, umundurowanych w polowe mundury Wehrmachtu. Wiadomo jednak, że w przeddzień rozpoczęcia akcji część żołnierzy dostała mundury Armii Czerwonej. Pierwszy białoruski oddział szturmowy pod względem operacyjnym podlegał Abwehrze, zaś taktycznym – dowództwu Pułku "Brandenburg".
Białorusini zostali przerzuceni przez granicę samolotami 15 i 19 czerwca. Każdy dywersant był wyposażony w pistolet kal. 7,65 mm, 4 granaty ręczne polskiej produkcji, kompas i nóż fiński. Pierwsza grupa z 15 czerwca miała zadanie prowadzenia dywersji na linii kolejowej Baranowicze-Stołpce. Jednakże zaraz po przejściu granicy jej członkowie zostali wykryci i aresztowani przez sowiecką straż graniczną, a następnie przekazani NKWD. Druga grupa z 19 czerwca z dowódcą oddziału U. Kaczanem podzieliła się na terytorium Białorusi na 2 podgrupy po 10 osób. Działały one na tyłach wojsk sowieckich w promieniu 25 do 40 km od Mińska. Ich zadaniem była dywersja na liniach komunikacyjnych, niszczenie telegrafów i stacji telefonicznych, składów i magazynów wojskowych oraz innych instalacji wojskowych. Przeprowadzili szereg akcji dywersyjnych. Nie wiadomo jednak, jakie znaczenie miały one dla Niemców. W Pruszkowie pozostało 14 Białorusinów, którzy nie zdążyli już wziąć udziału w akcji.
Po ataku wojsk niemieckich na ZSRR 22 czerwca, działalność Białorusinów straciła znaczenie z uwagi na szybkie postępy hitlerowców. Niemcy skierowali ich do zadań wartowniczych i policyjnych, a następnie włączyli w skład białoruskiej policji porządkowej w Mińsku.

## Skład osobowy
- Stanislau Akinczyc – podoficer,
- Robert Alachnowicz – podoficer,
- Albert Asouski – podoficer,
- Bartosz Janka – podoficer,
- Mikałaj Braniszeuski – podoficer,
- Mikałaj Byćko – intendent i instruktor minowy,
- Michał Barszczewicz – podoficer,
- Pawał Wagel – szeregowy,
- Franciszak Wajnouski – podoficer,
- Edward Wałancej – instruktor propagandowo-wychowawczy,
- Branisłau Walasewicz – szeregowy,
- Stanisłau Walasewicz – podoficer,
- Edward Waancewicz – podoficer,
- Kanstanty Gabinski – zastępca dowódcy,
- Marian Hademajer – szeregowy,
- Wacłau Galczynski – podoficer,
- Wacłau Hapunik – szeregowy,
- Jauchim Hapunik – szeregowy,
- Tadeusz Gardziewicz – szeregowy,
- Alaksandar Gołas – podoficer,
- Henryk Humienik – szeregowy,
- Branislau Daniłowicz – kronikarz,
- Jazep Zubowicz – szeregowy,
- Lawon Zalinski – szeregowy,
- Jazep Karpuszka – podoficer,
- Uładzimier Kaczan – dowódca,
- Stanislau Maciuszonak – szeregowy,
- Jazep Parzondny – szeregowy,
- Justyn Pancalej – szeregowy,
- Jazep Panatouski – podoficer,
- Ściapan Pałouski – szeregowy,
- Branislau Pacewicz – szeregowy,
- Wiktar Rapiewicz – szeregowy,
- Rygor Rapiewicz,
- Chwedar Sabiła – szeregowy,
- Janka Sielawa – szeregowy,
- Kazimier Sławecki – podoficer,
- Jaraslau Stankiewicz – podoficer,
- Feliks Tabalewicz – szeregowy,
- Balasłau Taczanouski – podoficer,
- Alaksandar Tur – szeregowy,
- Jazep Fiodarczuk – podoficer,
- Lawon Chranowicz – podoficer,
- Janka Cikota – szeregowy,
- Michał Czudziak – szeregowy,
- Michał Czuduk – podoficer,
- Wiktar Szakouski – szeregowy,
- Janka Jawik – szeregowy,
- Albin Jakimowicz – podoficer,
- Pawał Jacewicz – podoficer.